# John Tyndall (physicien)
Pour les articles homonymes, voir John Tyndall.
John Tyndall [dʒɒn ˈtɪndəl] (2 août 1820 - 4 décembre 1893) est un scientifique et alpiniste irlandais. C'est un des premiers scientifiques à avoir identifié des mécanismes menant à l'effet de serre.

## Biographie
Tyndall naît à Leighlinbridge dans le Comté de Carlow en Irlande, son père est le fils d'un petit propriétaire terrien descendant d'une famille d'origine anglaise établie en Irlande depuis plusieurs siècles.
Il étudie dans une école de son comté natal jusqu'à l'âge de dix-neuf ans. Sorti de l'école, il travaille comme dessinateur pour l'Ordnance Survey Ireland à partir de 1839 puis pour celui d'Angleterre de 1842 à 1844. Il poursuit ses études pendant son temps libre et en 1844 devient ingénieur pour une compagnie de chemin de fer. En 1847, il a la possibilité de devenir professeur de mathématiques dans un collège nouvellement créé, le Queenwood College dans le Hampshire. Il accepte ce poste, bien qu'il soit moins rémunéré que son poste d'ingénieur, pour l'orientation de cette école vers les sciences expérimentales et pour avoir accès au laboratoire de chimie.
En 1848, il part pour l'Allemagne avec Edward Frankland à l'Université de Marbourg, il y étudie principalement les mathématiques mais aussi la chimie et la physique dans le laboratoire de Robert Wilhelm Bunsen. Tyndall obtient son doctorat en 1850. Avant de retourner en Angleterre, il passe un an dans le laboratoire d'Heinrich Gustav Magnus à Berlin.
En 1853, Tyndall reçoit la médaille royale puis en 1864 la médaille Rumford. Il devient conseiller scientifique de Trinity House en 1865 puis du Board of Trade en 1867. La même année, il succède à Michael Faraday comme recteur de la Royal Institution.
De 1872 à 1873, il fait une tournée de conférences aux États-Unis, il partage ses gains, de six et sept mille livres de l'époque, entre l'université Columbia, l'université Harvard et l'université de Pennsylvanie.

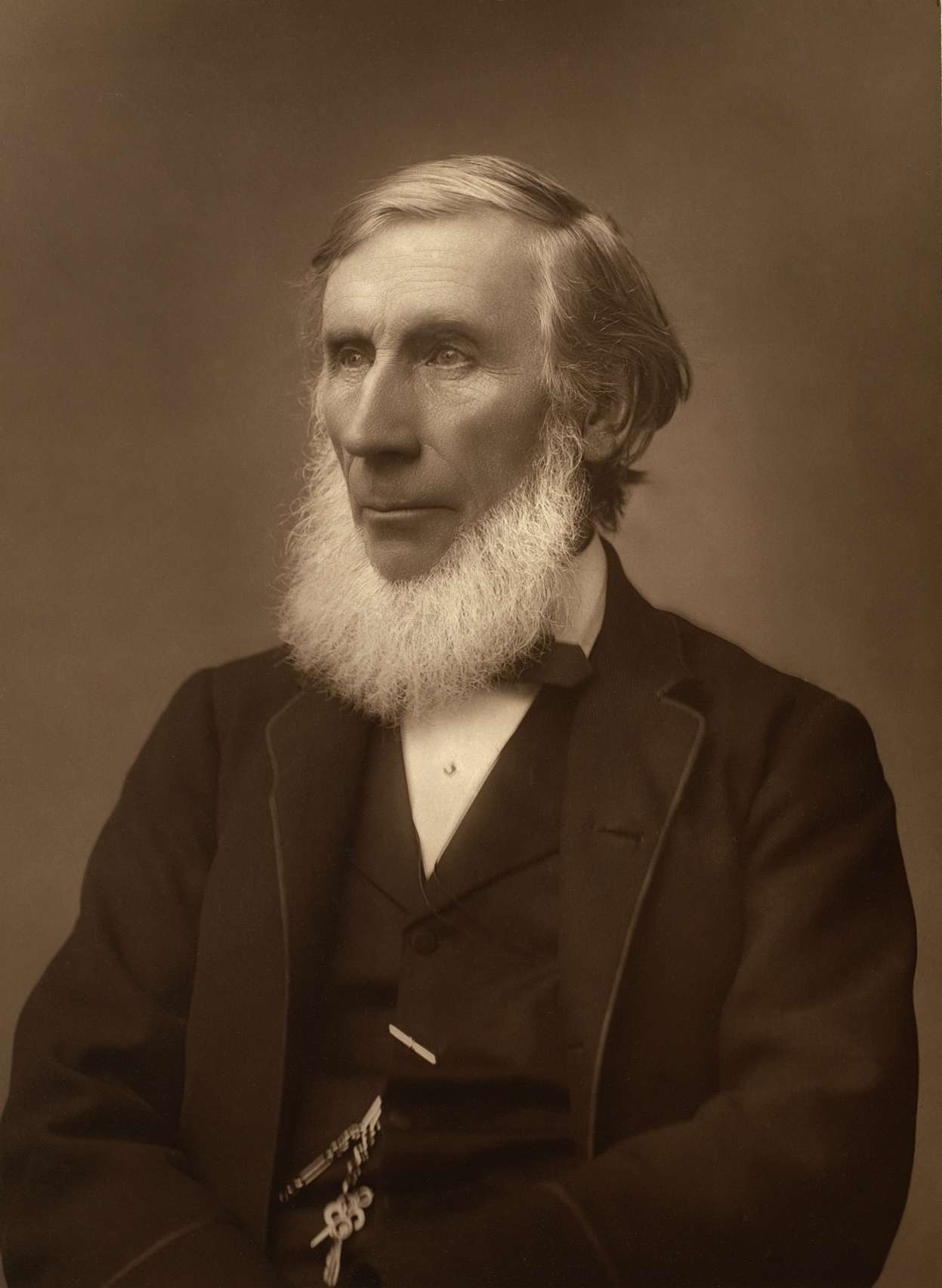
Tyndall vers 1885

En 1876, Tyndall se marie avec Louisa, fille de Lord Claud Hamilton. Il se construit un cottage dans les hauts de la vallée du Rhône et une maison en 1885 à Hindhead près de Haslemere où il passe une grande partie de ses dernières années. Sa santé décline et il souffre de troubles du sommeil, et se retire de la Royal Institution. Le 4 décembre 1893, sa femme lui administre par erreur de l'hydrate de chloral à la place de sulfate de magnésium. Un médecin lui donne un vomitif mais il n'a pas la force d'évacuer la potion.
Louisa passe le reste de sa vie à promouvoir les travaux de son mari parmi ses pairs et le grand public, plus spécialement les enfants. Elle a beaucoup de difficulté à écrire sa biographie et se dispute avec les biographes qu'elle choisit, d'abord Leonard Huxley puis Eve et Creasy. Pour une raison inconnue, elle ne leur permet pas de consulter ses papiers personnels. Avant sa mort, elle fait disparaître de son journal tout ce qui a trait à ses relations maritales. Les papiers personnels d'Elisa et de John sont déposés à la Royal Institution.

## Carrière académique

### Magnétisme
C'est à Marbourg que Tyndall se tourne vers la physique. Sous l'influence d'Hermann Knoblauch, il commence des recherches sur le magnétisme et le diamagnétisme.
De retour en Grande-Bretagne, Tyndall poursuit ses expériences sur le diamagnétisme au Queenwood College. Sans emploi stable, il y fréquente le laboratoire en tant qu'invité. C'est à cette époque qu'il rencontre Thomas Henry Huxley. Grâce au support d'Edward Sabine il devient membre de la Royal Society en 1852. Tyndall échoue à obtenir un poste en 1853 à Toronto. C'est par une conférence devant la British Association, The Influence of Material Aggregation upon the Manifestations of Force, que sa réputation en physique expérimentale s'affirme. Au mois de juin de la même année, il obtient une charge de professeur à la Royal Institution.

### Glaciologie

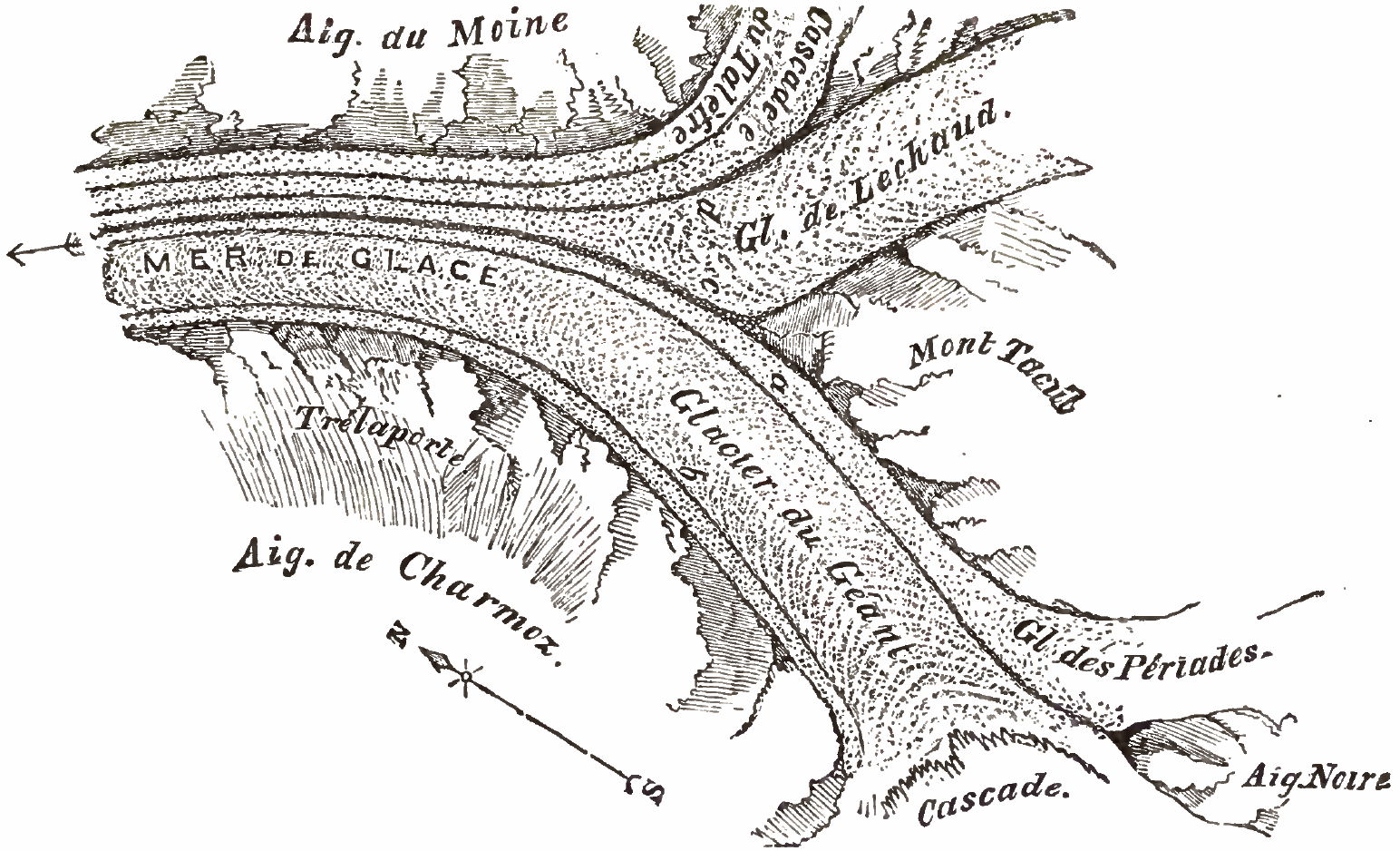
John Tyndall a exploré les précurseurs de la Mer de Glace en 1857

Tyndall fait des contributions importantes dans le domaine de l'écoulement des glaciers. Une controverse l'oppose à d'autres scientifiques britanniques portant sur le mécanisme de cet écoulement, cette controverse est exacerbée par l'intervention de non-scientifiques dans le débat.
L'étude des glaciers le conduit à voyager plusieurs fois en Suisse. Il devient un alpiniste accompli, le premier à atteindre le sommet du Weisshorn (4 505 m) et il n'échoue que de peu à l'ascension du Cervin en 1862 : son guide conseille de faire demi-tour peu avant d'atteindre le sommet.
Tyndall entre en conflit sur le problème de l'écoulement des glaciers principalement avec James David Forbes et James Thomson. Le différend porte sur la cause et le mécanisme interne de cet écoulement. Plusieurs théories, en effet, s'opposent : glissement comme pour un solide, écoulement semi-visqueux, succession de contraction et d'expansion, fusion et solidification successives. Forbes considère que l'écoulement est visqueux, tandis que Tyndall est partisan de l'explication par un processus de fracture, à la suite d'une fusion partielle de la glace, et de recongélation. La théorie de Tyndall se base sur des observations de Michael Faraday, selon lesquelles la glace fond lorsqu'elle est comprimée. Par ailleurs, si tout le monde s'accorde sur le fait que les glaciers s'écoulent comme s'ils étaient visqueux, la cause de cette viscosité est mal comprise. En 1873, Tyndall publie Les glaciers et les transformations de l'eau. C'est vers cette date que la théorie de Tyndall est acceptée. Elle le restera pendant plusieurs décennies. De nos jours il est reconnu que les glaciers s'écoulent par glissement et par déformation interne. Le principal apport de Tyndall encore d'actualité découle de ses observations du déplacement du point d'écoulement le plus rapide dans les courbes, il montre que la ligne tracée par cette succession de points est identique à celle des méandres de rivières. Tyndall rendra à plusieurs reprises visite à Henry Russell dans ses grottes du Vignemale.

### Thermodynamique
Tyndall étudie la transparence des gaz à la chaleur radiante de 1859 à 1879, ses travaux sur ce sujet sont fréquemment considérés comme les plus significatifs de sa carrière. Il établit la capacité d'absorption calorifique de la vapeur d'eau. Fasciné par la proposition de Louis Agassiz de l'existence dans le passé de période glaciaire il montre que l'acide carbonique (H2CO3) peut absorber une grande quantité de chaleur et que si les gaz comme l'hydrogène, l'oxygène et l'azote sont quasi transparents à la chaleur, la vapeur d'eau joue un rôle important en climatologie. Il arrive à la conclusion que des modifications de la proportion des gaz dans l'atmosphère peuvent jouer un rôle important dans les variations du climat, s’inspirant des travaux d’Eunice Newton Foote, de quelques années antérieurs, sans la citer[réf. nécessaire].
Il explique la couleur bleu du ciel avec l'effet Tyndall, de nos jours appelé diffusion Rayleigh, Tyndall est le premier à donner une explication de ce phénomène tandis que Rayleigh traite le sujet beaucoup plus précisément et lui fournit un cadre théorique,.

### Biologie
Tyndall expérimente dans le domaine de la stérilisation, suivant les pas de plusieurs autres biologistes de l'époque, en particulier Louis Pasteur. Il confirme les résultats déjà obtenus, des environnements libres de germes ne peuvent entraîner de putréfaction et qu'ainsi la génération spontanée est une chimère (1875-1876). Une conséquence pratique de ses recherches est une méthode de stérilisation, la tyndallisation utilisé pour la stérilisation des milieux de culture quand un autoclave n'est pas disponible ou pour détruire certaines spores peu sensibles à la chaleur.
En 1875, Tyndall rapporte à la Royal Society qu'une espèce de moisissure du genre Penicillium a causé la mort de cultures bactériennes, il n'est pas le premier à faire cette constatation mais n'en comprend pas le potentiel. Il faut attendre plus d'une cinquantaine d'années les travaux d'Alexander Fleming, réalisés en 1928-1929, à la suite d'une observation semblable et fortuite, pour découvrir et isoler la pénicilline qui devient le tout premier antibiotique à être utilisé pour soigner des malades à partir de la Seconde Guerre mondiale.

### Vulgarisation scientifique
En dehors de ces recherches, Tyndall est un promoteur des sciences influent, il publie plusieurs livres dans ce domaine : Faraday as a Discoverer, Natural Philosophy in Easy Lessons, On the Scientific Use of the Imagination et Fragments of Science. Il est influent non seulement en Grande-Bretagne (Karl Marx assiste à une de ses conférences sur l'effet de serre) mais aussi aux États-Unis, particulièrement après sa tournée de conférences dans ce pays en 1872. 
Ses articles scientifiques sont publiés principalement dans les Philosophical Transactions of the Royal Society et dans les Proceedings of the Royal Society. Nombre de ces articles sont repris et expliqués dans plusieurs livres, entre autres Heat as a Mode of Motion publié en 1863, On Sound en 1867, Diamagnetism and Magne-crystallic Action en 1870, Contributions to Molecular Physics in the Domain of Radiant Heat en 1872, The Forms of Water, &c. en 1872, Lectures on Light en 1873, Essays on the Floating-matter of the Air in Relation to Putrefaction and Infection en 1881.

### Foi et science
Ami de Thomas Huxley et bien que moins influent que lui dans la querelle qui oppose les anti-évolutionnistes à Charles Darwin et ses partisans, il prône lui aussi une séparation de la foi et de la science. En 1874 son discours devant la British Association à Belfast, un des bastions des croyances religieuses en Grande-Bretagne, provoque de nombreuses réactions enflammées. Tyndall utilise ce discours pour argumenter sur la supériorité de l'autorité de la science sur la religion ou les explications non rationnelles.

## Alpinisme
Les activités scientifiques de John Tyndall l'ont conduit à la pratique intensive de l'escalade au cours de l'âge d'or de l'alpinisme.
En 1857, il se rend à Chamonix pour y étudier le mouvement des glaciers et séjourne six semaines au Montenvers. De là, il fait quelques excursions glaciaires notamment au col du Géant et gravit le mont Blanc avec Wills et Auguste Balmat notamment pour y planter un thermomètre.
Les années suivantes ses expéditions sont moins scientifiques et plus sportives, Tyndall se spécialisant dans l'escalade des plus haut sommets des Alpes. En 1858, il escalade le Finsteraarhorn, point culminant de l'Oberland bernois, et, à deux reprises, le mont Rose point culminant des Alpes pennines. En août 1861, il réalise la première ascension du Weisshorn avec les guides Johann Joseph Bennen et Ulrich Wenger. En 1868, après plusieurs tentatives, il atteint le sommet du Cervin avec Joseph Maquignaz en en réussissant au passage la première traversée de Breuil à Zermatt.

## Publications
- The Glaciers of the Alps, Adamant Media Corp., 1860, 2005 (ISBN 978-1-4212-0908-1 et 1-4212-0908-X)
- Heat, A Mode of Motion, Adamant Media Corp., 1863, 2001, 575 p. (ISBN 978-1-4021-6852-9 et 1-4021-6852-7)
- Fragments of Science for Unscientific People : A Series of Detached Essays, Lectures, and Reviews, Adamant Media Corp., 1871, 2001, 460 p. (ISBN 978-1-4021-7127-7 et 1-4021-7127-7)
- Les glaciers et les transformations de l'eau, Paris, Germer Baillière, coll. « Bibliothèque scientifique internationale », 1873
- Sound, Adamant Media Corp., 1875, 2005 (ISBN 978-1-4021-7037-9 et 1-4021-7037-8)
- Faraday as a Discoverer, Indypublish.com, 1893, 2003 (ISBN 978-1-4043-6523-0 et 1-4043-6523-0, lire en ligne)
- The Forms of Water in Clouds and Rivers, Ice and Glaciers, Kessinger, 1897, 2005, 224 p. (ISBN 978-1-4179-4205-3 et 1-4179-4205-3)
- Sur la radiation: lecture Rede, Cambridge, trad. abbé Moigno, Paris, E. Giraud, 1865 [lire en ligne]
- La chaleur considérée comme un mode de mouvement, trad. abbé Moigno, Paris, Gauthier-Villars, 1874 [lire en ligne]
- Radiation : première partie, Calorescence : deuxième partie, Influence des couleurs et de la condition mécanique sur la chaleur rayonnante, trad. abbé Moigno, Paris, Gauthier-Villars, 1867 [lire en ligne]

## Honneurs et hommages
Plusieurs lieux, organismes ou évènements sont nommés d'après Tyndall :
- Un cratère d'impact sur la Lune et sur Mars, Tyndall, et une montagne, le mont Tyndall, dans la chaîne de la Sierra Nevada en Californie, le pic Tyndall sur l'arête italienne du Cervin, le rio Tyndall (rivière du Chili) et les montagnes de Tyndall sur la terre de Graham en Antarctique ;
- L'astéroïde (22694) Tyndall a pris ce nom le 1er juin 2007[15] ;
- Deux centres de recherches, le Tyndall Centre, un centre de recherche en climatologie, et le Tyndall National Institute, un institut de recherche basé à Cork ;
- La Royal Institution et la BBC produisent une série de conférences télévisées éponyme donnée par des scientifiques pendant les fêtes de Noël ;
- médaille royale en 1853 ;
- médaille Rumford en 1864.

#### Bases de données et dictionnaires
- Ressources relatives à la recherche :   - Bibliothèque interuniversitaire de santé
  - Biodiversity Heritage Library
  - Leopoldina
  - Mathematical Reviews
  - Mathematics Genealogy Project
  - Scopus
  - ZbMATH
- Ressources relatives aux beaux-arts :   - British Museum
  - National Portrait Gallery
- Ressource relative à la santé :   - Bibliothèque interuniversitaire de santé
- Ressource relative au sport :   - Peakbagger
- Notices dans des dictionnaires ou encyclopédies généralistes :   - Britannica
  - Brockhaus
  - Den Store Danske Encyklopædi
  - Deutsche Biographie
  - Dictionary of Irish Biography
  - Dictionnaire historique de la Suisse
  - Enciclopedia italiana
  - Hrvatska Enciklopedija
  - Internetowa encyklopedia PWN
  - Oxford Dictionary of National Biography
  - Store norske leksikon
  - Treccani
  - Universalis
- Notices d'autorité :   - VIAF
  - ISNI
  - BnF (données)
  - IdRef
  - LCCN
  - GND
  - Italie
  - Japon
  - CiNii
  - Espagne
  - Belgique
  - Pays-Bas
  - Pologne
  - Israël
  - NUKAT
  - Catalogne
  - Vatican
  - Australie
  - WorldCat